# A-rameno

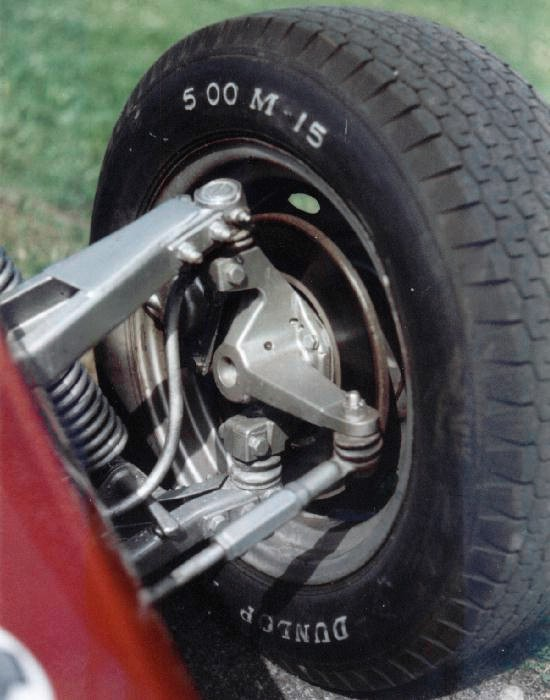
Rovnoběžníková náprava (se dvěma A-rameny)

A-rameno je konstrukční prvek používaný pro nápravy na vozidlech. Jde o prakticky plochou, přibližně trojúhelníkovou součást, která se otáčí okolou dvou bodů (jimiž prochází osa otáčení). Širší konec A-ramena je spojen s rámem vozidla a otáčí se na čepech. Užší konec je spojen se závěsem kola a otáčí se prostřednictvím kulového čepu.
Dva takové prvky na polonápravě tvoří rovnoběžníkou nápravu, zatímco jedno A-rameno v polonápravě je (obvykle dolní) součástí nápravy MacPherson nebo různých dalších nápravových konfigurací.